# Kishajmás
Kishajmás é um município da Hungria, situado no condado de Baranya. Tem 11,76 km² de área e sua população em 2019 foi estimada em 167 habitantes.